# Carach Angren
A Carach Angren egy holland szimfonikus black-metal zenekar. 2003-ban alakultak meg a limburgi Landgraafban.
Lemezeiket korábban a Maddening Media, jelenleg a Season of Mist adja ki. Az összes albumuk koncepcióalbum, hiszen mindegyik egy adott témáról szól, például a legelső lemezük egy kastélyról szól, amelyet egy szellem hölgy kísért. A második stúdióalbumuk egy szellemhajóról, pontosabban a Bolygó Hollandiról szól. A többi stúdióalbumuk is hasonlóan komor témákról szól.

## Tagjai
- Dennis Droomers - ének, gitár (2003-)
- Clemens Wijers - billentyűk (2003-)
- Ivo Wijers - dobok, ütős hangszerek (2003-)

## Diszkográfia

### Stúdióalbumok
- Lammendam (2008)
- Death Came Through a Phantom Ship (2010)
- When the Corpses Sink Forever (2012)
- This is No Fairytale (2015)
- Dance and Laugh Amongst the Rotten (2017)

## Egyéb kiadványok
- The Chase Vault Tragedy (demó, 2004)
- Ethereal Veiled Existence (EP, 2005)